# Голубчик, Михаил Иосифович
Михаи́л Ио́сифович Голу́бчик (1906 — 1940) — советский чекист и дипломат.

## Биография
Родился в Кременчуге (Полтавская губерния) в семье рабочего.
Член ВКП(б) с 1930 года. В 1928 году вступил в ряды Красной Армии, затем поступил на службу в органы государственной безопасности. В 1931—1932 годах учился в Высшей пограничной школе ОГПУ СССР.
- В 1932—1935 годах — сотрудник ЭКО ОГПУ-УНКВД Западно-Сибирского края.
- В 1935—1936 годах — начальник Сталинского горотдела НКВД.
- В 1936—1937 годах — начальник отделения, помощник начальника ЭКО-КРО УНКВД ЗСК.
- В 1937—1938 годах — в командировке в Монголии, один из организаторов «большого террора» в МНР.
- С 3 мая 1938 по 13 января 1939 года — полномочный представитель СССР в Монголии[2].

## Арест и казнь
Арестован 13 января 1939 года при исполнении обязанностей. Обвинён в участии в антисоветском заговоре в НКВД и НКИД и в шпионаже. Имя Михаила Голубчика было включено в сталинский расстрельный список, датированный 16 января 1940 года (№ 62 в списке из 346 имён и фамилий, подписанном Лаврентием Берией). Приговорён к ликвидации Сталиным. 21 февраля 1940 года приговор формально утверждён Военной коллегией Верховного суда СССР. Казнён 22 февраля 1940 года. Не реабилитирован.

## Награды
- Орден Красной Звезды (2 июля 1937).